# 長い名の子

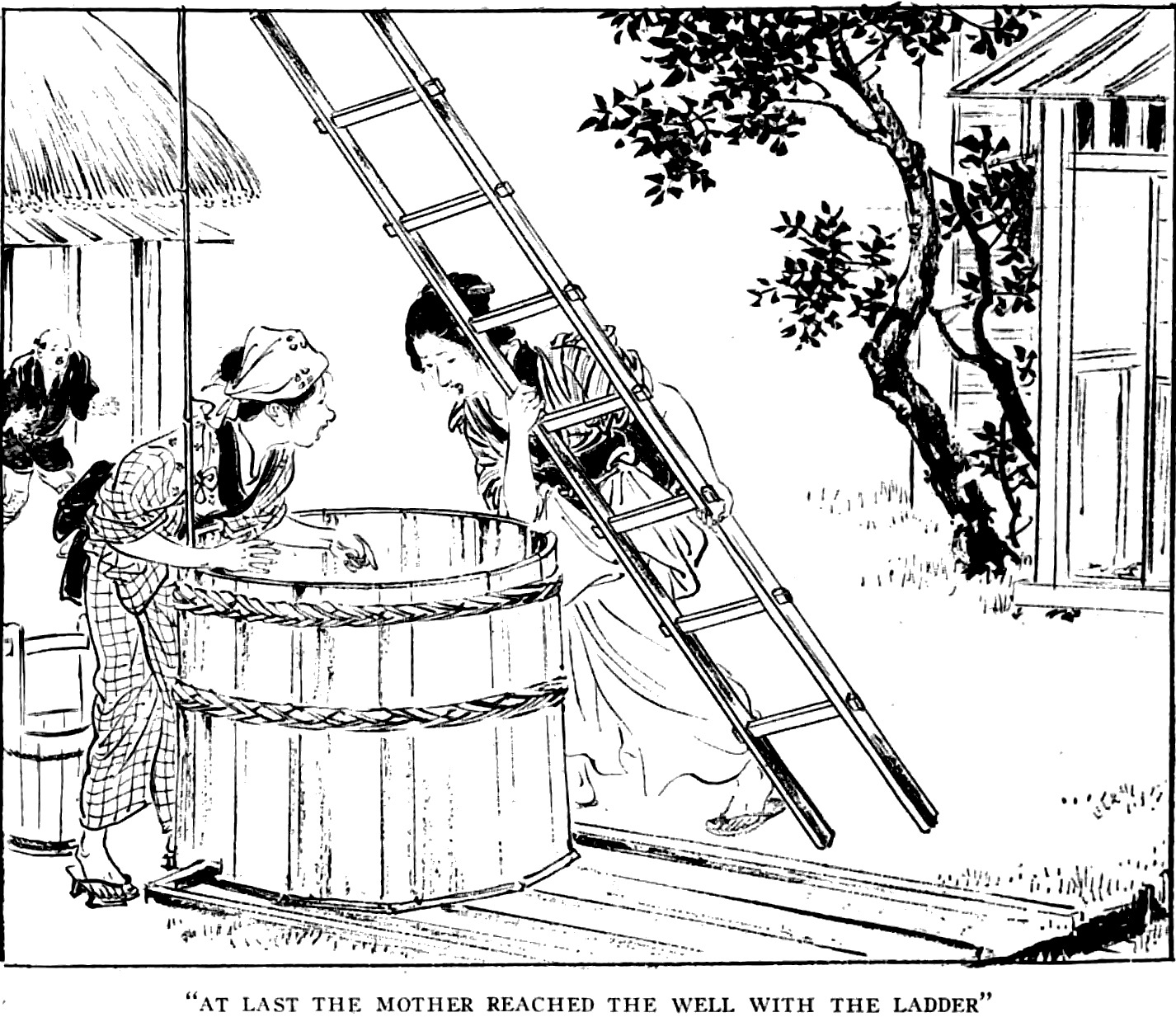
杉本鉞子著 The long-life name（1918年）の挿絵（石井滴水画）

『長い名の子』（ながいなのこ）は、笑話のひとつ。子に長い名前を付けたところ、それが原因でその子が溺れ死ぬ、という話である。日本の文芸作品や日本各地の昔話にみられる。話の筋には他のバリエーションもあり、子の名前もさまざまである。落語の『寿限無』もバリエーションの一つ。
日本昔話集成タイプ番号は「638.長い名の子」。日本以外で同タイプの民話は稀だが、アメリカには1900年などに日本の話として紹介され、後に話の舞台が日本から中国に変わった。

## あらすじ
典型例: ある人に子が生まれるがすぐ死ぬ。死んだのは名前が短いせいだと考えた親は、次に生まれた子に長生きすることを願って長い名前をつける。ある日その子が井戸に落ちる。親は子を助けようとして、近所の婆に梯子を借りに行く。ところが婆は耳が遠いため、何度も長い名前を復唱している間に、子は溺れ死ぬ。

### 筋のバリエーション
典型だと子は一人だが、継子いじめ譚型のバリエーションでは子は二人登場する。継母は憎い継子を短い名前に変え、かわいい実子に長い名前をつけるが、継子は生存して実子が死ぬ。逆に、憎い継子をいじめるために長い名前に変えたが、いじめは失敗するという話もある。
落語の『寿限無』もバリエーションの一つである。長い名の子「寿限無寿限無…」に殴られて頭に瘤ができた者が、寿限無の親に抗議しているうちに瘤がひっこんでしまうという落ち。寿限無本人は災難を受けないという点で、典型とは異なる。
他のバリエーションとしては、長い名の武士が戦で名乗りを上げている間に敵に斬られてしまう話がある。

### 子の名前のバリエーション
子の名前はまちまちで、同一県内で取材した話でも全く別々な場合がある。
ところが日本国内の離れた地方間で、よく似た語句が見られることもある。この現象は1920年代から認識されていた。たとえば「播磨の別当」は頻繁に見られる。遠く離れた長野の「てきてきおん坊…」と岡山の「とくとくりんぼう…」は似ている。
1977年発行の『日本昔話事典』は日本全国170件の『長い名の子』報告例のうちで、全国的に多い例として「トクトクリンボウ…」「ソウタカ入道播磨ノ別当…」「イッチョウギリ…」、また遠隔地で共通する要素が見られる例として「イッチョギッチョ…」、「アッチノ山コッチノ山」を挙げている。
1977年-1998年発行の『日本昔話通観』は、掲載した『長い名の子』話の子の名前の専用索引を設けている。多い要素として「いっちょう」「じゅげむ」「ちょうぎり」「てきてき」「入道」「へいとこ」などを挙げている。

## タイプ分類
長い名の子が井戸に落ちて死ぬタイプの昔話を、『日本昔話集成』（1958年。関敬吾著）:905および『日本昔話大成』（1980年。関敬吾著）:186は「形式譚」に分類し、タイプ番号「638.長い名の子」を割り当てている。
なお、これ以外にも様々な3桁番号が存在し、特に外国では"638"が使われるとは限らない。『日本昔話名彙』（1948年）の英訳版（1986年）は独自に番号"234. The Child with a Long Name"を与えている。しかし元の日本語版『日本昔話名彙』では記事「笑話 1.大話」の「長い名の子供」に章番号も分類コードも無い。『日本昔話集成』の本文では「638.長い名の子」だが、巻末では「619.長い名の子 (638)」:905。さらに、関敬吾による英語論文（1966年）では節番号"456. The Child with a Long Name"である。
"A type and motif index of Japanese folk-literature"（1971年）ではIkeda-AaTh番号"2080 A Long Name"が割り当てられている。
『日本昔話通観』（1988年）は『日本昔話集成』とタイプ分類方法が異なっており、「XVIII愚か者」のうち「稲田 日本昔話タイプ・インデックス（IT:xxi）857 長い名の子」を割り当てている。

### 外国の類話
欧米の民話の分類方法としては、アールネ・トンプソンのタイプ・インデックス（ATタイプ番号）という分類コード体系がある。
『日本昔話大成』は日本の昔話に、同タイプのATタイプ番号を対応づけている。しかし「長い名の子」に関しては対応するATタイプがない:186。
『日本昔話通観』は、一部モチーフがATタイプ番号1562A「納屋が燃えている:索引36」（英: Barn is Burning）に似ているとする。また、朝鮮民族民話や漢民族民話にも対応するタイプ番号は無いが、長命を願った名付けというモチーフに関しては中国の『笑府』やインドの『ジャータカ』にもある、としている。
民俗学者D. L. Ashliman (英語版) も本話にATタイプ番号を割り当てないが、話のパターンとしてはAT 2021A「めんどりの死んだ話」に似ているとする。『めんどりの死んだ話』は前半に、たらい回しと長ったらしい科白のせいで救助が手遅れになる場面がある。

## 前史

### 長い名前の寓話
長い名前に関する寓話としては、仏教説話集である『沙石集』に掲載されている話がある。沙石集の原型は1283年に成立したが原本は現存しない。著者自身による改訂および後世の改変により、おびただしい種類の異本があり、現存する沙石集に記載された逸話が原著にもあったとは限らない。また、同じ逸話でも異本によって章番号・題名が異なる。
現存する最古期の出現例としては1490年頃に書かれた写本がある。あらすじ:
ある尼が自分の法名を決めるにあたり、阿弥陀、釈迦、妙法、観音、から一字ずつ取って『阿釈妙観（房）』とした。このような欲張りな命名は雑念だから良くない。
室町時代（1338年 - 1573年）後期の写本である米沢図書館蔵写本（米沢本）が本話の出現例とされることがあるが、この写本には本寓話は記載されていない。
1616年版の刊本では、尼の名前は『阿釈妙観地白熊日羽嶽』（あしゃくみょうかんじはくゆうひはたけ）となる。白山、熊野、羽黒、日吉、御嶽が加わっている。
本話はフィクションである。

### 法性寺（法性寺入道前関白太政大臣）
小倉百人一首のうちの一首の詠み人「法性寺入道前関白太政大臣」は実在した人物藤原忠通の俗称。小倉百人一首の中で一番長い名で、官名とはいえ、フィクションの名「あのくたら三びゃく三ぼだい」よりも長い。発音は色々あるが、18世紀の一例は「ほうしょうじのにゅうどうさきのかんばくだいじょうだいじん」。20世紀中旬以降は通常「ほっしょうじにゅうどうさきのかんぱくだじょうだいじん」と発音する。この名前の長さを笑う川柳が18世紀から色々と作られた:123。「法性寺」だけで「法性寺入道前関白太政大臣」を意味している。
戒名はなお長かろう法性寺（柳多留106）:123
門札も手間どる前（）の法性寺（柳多留123）:123
柳多留（誹風柳多留）は、1765年から1840年まで刊行された一連の川柳集である。
肩書であれば、もっと長い人物もいる。将軍徳川家康は、資料により違うが例えば「右大臣 源家康 征夷大将軍氏長者奨學淳和院等別當」。法性寺と将軍の両方を題材とした川柳もあった。
長い御名 文の入道 武の長者（柳多留161）:394
「武の長者」が徳川家康のことである:394。

## 歴史

### 『欲からしづむ淵』
古い『長い名の子』タイプの話として、「欲（）からしづむ淵（）」という小噺がある。江戸時代の噺家である初代 米沢彦八が著した噺本『軽口御前男』（元禄16年（1703年）刊行:33）に収載されている。あらすじ:
ある人が、憎い継子を短い名前「によぜがも」に、かわいい実子を長い名前「あのくたら三（）びやく三（）ぼだい」に各々改名した。ある日継子が川に流されるが、速やかに救助される。後日こんどは実子が流されるが、長い名前を呼んでいる間に失せてしまった。母親は「三百を捨てたら助かろものを」と嘆いた。
「三百[文]を捨てる」（わずかの出費のこと）とかけた、この名前特有の駄洒落である。この噺は米沢彦八自身による創作と推定されている。
噺の中で名前の由来は説明されていないが、仏教用語「如是我聞（）」と「阿耨多羅三藐三菩提（）」である。

### 「てきてきにてきするおんぼう」
文化2年（1805年）刊行:696の怪談・奇談本『聞書雨夜友』（編集: 講釈師・作家 東随舎）の中に「一子に異名を付けて後悔せし話」がある。あらすじ（常用漢字、現代仮名遣いに書き換え）:
ある者が自分の男子に珍しい長い名前を付けたいと考えた。知り合いの儒学者に相談したところ、儒学者はまず「百人一首にも『法性寺入道前関白太政大臣』などという長い名前がある」と教えたうえで、「大学朱熹章句子程子曰大学孔子之遺書而初学入徳之門兵衛（だいがくだいがくしゅきしょうくしていしのいわくだいがくはこうしのいしょにしてしょがくとくいるのもんひょうえ）様」が良かろうと薦めた。ところが同席していた和歌の先生がこれを嘲笑し、日本人なのだから漢文ではなく和歌にすべきだとして「ながきよのとをのねふりのみなめざめなみなみのりふねのをとのよしべい」が良い、これは年越しの枕に敷く宝船の絵に書いてある歌だからめでたい、と薦めた。こんどは儒学者がこれを嘲笑したため、和歌先生と儒学者が口論となった。依頼者は呆れて、めでたい名を付けてもらいたいのにお二人が喧嘩されては困る、名付けは自分でやる、と言い出して
| 敵々仁 敵須留御坊 蒼臨坊 惣高入道 播磨之別当 茶碗茶臼之 挽木之 飛与小助 | てきてきに てきするおんぼう そうりんぼう そうたかにゅうどう はりまのべっとう ちゃわんちゃうすの ひきぎの ひょこすけ |

と決めた。やがて子は成長するが、ある日うっかり井戸に落ちた。家の人たちは助けようとして、いちいち長い名を伝言してるうちに、子は「青ぶくれにふくれあがり」、あえなくこの世を去った。
儒学者の提案した名は、四書五経について朱熹が書いた注釈書『四書集注』の一章『大学章句』の、表題「大学 朱熹章句」と導入部「子程子曰大学孔子之遺書而初学入徳之門也」。「なかきよの とおのねふりの みなめさめ なみのりふねの おとのよきかな」は、回文になっている和歌。
本書に「てきてきに…」の由来や意味の説明はない。
子の名の一部は「ぼう」の脚韻を踏んでいる。18世紀頃から、「ぼう」で終わる語を次々に挙げる歌や言葉遊びがあった。「天秤棒（）」:193あるいは「ぼうづくし」（棒尽し、坊尽し）という、ものづくしの一種である。
『聞書雨夜友』は江戸の貸本屋が出版した:696。日本は江戸時代に読書人口が増え、各地で貸本業が盛んだった。江戸で出版された本書も、江戸以外の貸本屋でも蔵書されていたことが判明している。

### 19世紀中旬以降
19世紀後半には既にさまざまなバリエーションが存在し、児童文学やマスメディアでたびたび紹介された。

#### 「寿限無寿限無」
1884年の雑誌記事に「ジゲムジゲム」のフルネームの記録がある:
ヂゲム ヂゲム

ゴコーノスーリキリ

カイヂャリスイギョ

スギヨバチャ

カイポ カイポ

カイポノシリヲ

グリンダ グリンダ

グリンダノチョースケガ

アノヤマコエテ

コノヤマコエテ

コエテ コエテノ

ヲポポイノポイマ
落語の全文記録としては1912年の落語本がある。また、1912年の新聞に掲載された伝記によれば、落語の『寿限無』は19世紀中旬には成立していた可能性がある。

#### 「てきてきに」
- 1893年刊行の童話集の一話『長い名を付し話』は、「にーてきすりおんぼう…」が川へはまって死ぬ[F 8]。
- 1898年刊行の俗謡集『日本歌謡類聚』に採録された長野県の子守唄「てきてきおん坊…」[F 9]
- 1900年にアメリカの雑誌に載った"Teki-teki-no"（著者ジェローム・D・グリーン）[F 10]
- 1913年の新聞の読物欄に童話『長い名前』が掲載された。著者は民俗学雑誌『郷土研究』の編集者高木敏雄である。本話では「てきてきに…」が井戸に落ちて溺れ死ぬ[F 11]。
- 南方熊楠は1913年に、30年前に日向（宮崎県）の人から聞いた早口言葉「ちきちきおんぼう…」を報告している[36]。ただしこれは早口言葉のみでストーリーはない。

#### 「へっとこもっこ」
少年雑誌『少国民』に1896年掲載の童話「長名太郎」では、
井戸掘り屋の一人目の子「半助（）」も、二人目の「長（）」も幼くして死んだ。そこで三人目は
ヘットコ、モッコ、ヘンメノコ、カミエンメ、エンメジヤ、大坂城ト、播磨ノ別当、茶碗茶ンコロ、テンコロ左衛門鶴亀
と名付けた。あるときにこの子が井戸に落ち、長い名前のせいで救助が遅れた。幸い、名前が長すぎて井戸からハミ出ていたので、名前の端を引っ張って子を引き上げた。しかし間に合わなかった。以来、人々は長すぎる名前は付けないようになった。
「名前を引っ張る」というシュールなギャグ、および「だから長い名前は付けなくなりました」式の結論が見られる。

#### 「あにまにまにままね」
1927年に出された回想録に、1888年以前に京都の寄席で落語の長名噺が演じられていたという記述がある。この噺での子の名は『陀羅尼品（）』という仏経から取った
アニマニマニママネ、シレシヤリテ、シヤミヤシヤイ、タイセンテモクテモクテ、アイシヤビソイシヤビ、シヤエアシヤエ、シヤミヤアロキヤバシヤビシヤニ、アベンダラネビテ、アタンダハレシテ、ウクレムクレ、アラレハラレ、シユギヤシアサンマサンビ、ブダビツキリヂツチ、ダルマハリシユデ、ソギヤネクシヤネ、バシヤバシヤシユダイマンダラー
あるときにその子が井戸に落ちて、長い名前が原因で救助が間に合わず「アダブダブダブ」と溺れてしまう、という落ち。「陀羅尼品」は法華経の二十六番目の章の題名である。

#### 「いっちょうぎりのにちょうぎりの」
1931年出版の岩手県の昔話集『聴耳草紙』には『長い名の子』話が三種掲載されている。そのうちの一話は著者佐々木喜善（1886年生）が幼少期の回想から復元したものである。
一丁ぎりの二丁ぎりの、丁々ぎりの丁ぎりの、あの山越えて此山越えて、チヤンバチヤク助、挽木の挽助

#### 継子いじめ譚
1915年の新聞に高木敏雄が、こんどは子が二人のバージョン『長い名』を掲載した。典型例とは逆に、長い名前はまず意地悪として付けられる。あらすじ:
長男「長吉」の実母は死に、継母が来る。継母は継子（長男）をいじめるために、馬鹿馬鹿しい名前に変えさせる:
一町六町町六町、長太郎坊主の長次郎が、いかがの源二郎、ちつと申せばやつと申せ、やつと申せばちつと申せ
そして継母の実子（次男）には、元々長男の名前だった「長吉」を与える。ところが殿様が、長い名前が珍しいと言って長男に褒美をくれる。継母は意地悪が失敗したのが悔しくて、子の名前を交替させる。ある日実子（次男）が井戸に落ち、その長い名前のせいで救助が間に合わずに死んだ。
1921年出版『純日本童話集』中の「ちょんきりのちょんさん」は、以後も使い回されている作品である。著者藤澤衛彦は越前（福井県）の童話を採用したという:189。あらすじ:
長男の名は「ちょん」。継母が来て弟を産む。継母は長い名前が長寿と考え、弟を
大入道、小入道、まっぴら入道ひら入道、背高入道、播磨の別当、へいとこへいとこへいがのこ、へめたにかめた、一丁ぎりか丁ぎりか、ちよちよらのちよぎりか二丁ぎりか、丁に丁にちょうらくに、ちょう太郎びつにちょうびつに、あの山のこの山の、ああ申すこう申す、申す申すの申し子の、しきしきあんどのへいあんじ、てんもくもくのもくぞう坊、茶碗茶臼の秘々蔵の栄助
と名付けた。ある日、ちょんさんが井戸に落ちたが、無事助けられた。別の日に弟が、自分は大丈夫と思って井戸で遊んでいるうちに誤って落ちた。長い名前のせいで救助が間に合わずに死んだ。
1922年版楠山正雄編集の『日本童話宝玉集』中の「長い名」という話は、藤澤衛彦の『ちょんきりのちょんさん』と子らの名前が同じで、文面もほぼ同じである。しかし1938年の改訂版で、文章は同一ながら長いほうの名前だけを差し替えている。長男は「ちょん」、弟である継母の子が:
ちょうにん、ちょうにん、ちょうじゅうろう、まんまる入道、ひら入道、せいたか入道、へいがのこ、いっちょうぎりの、ちょうぎりの、ちょうのちょうのちょうぎりの、あの山の、この山の、そのまた向こうのあの山越えて、この山越えて、桜は咲いたか、まだ咲かぬ、花より団子でお茶上がれ、お茶がすんだら三遍回って煙草に庄助
楠山正雄は1949年にも童話集を改訂したが、長い名前は「ちょうにん、ちょうにん…」のほうを継承している。

#### 多様なメディア
学校も昔話の拡散媒体である。既に20世紀初頭には教師から生徒へ、あるいは生徒同士の間で、昔話が伝えられていた。『長い名の子』話もその一つである。
1926年と1932年にラジオで落語『寿限無』が放送された。
放送日の新聞には寿限無のフルネームが掲載された。
その後も『長い名の子』タイプの話はさまざまな書籍で紹介されてきた。1945年から2002年頃の間に出版された民話・昔話集716冊のうちで、117件の掲載例がある。
テレビは、教育番組でも『寿限無』を採り上げている。なかでも2003年から、『にほんごであそぼ』で寿限無のフルネーム部分を放映して好評を得ている。この頃、全生徒に寿限無の名を暗唱させる小学校もあった。
2005年度（平成17年度）から小学校国語教科書2種が『寿限無』を掲載した。

#### 民話研究史
日本の民話（柳田國男の術語では「昔話」）の学術的な収集が始まったのは1910年代からで:1、これは印刷本『欲からしづむ淵』や『一子に異名を付けて後悔せし話』（「てきてきに…」）の刊行より一世紀以上後である。
1913年に、民俗学者柳田國男と高木敏雄は民俗学の雑誌『郷土研究』を創刊した。高木敏雄が童話『長い名前』を新聞に掲載したのも同1913年である。
南方熊楠が『郷土研究』に早口言葉を寄稿したのをきっかけに、『郷土研究』に「長い名の子」の民話が続々と寄せられた。
- 南方熊楠 1913年: 30年前に日向（宮崎県）の人から聞いた早口言葉「ちきちきおんぼう…」[36]。
- 川口孫治郎 1914年: 丹後地方（京都府）の「ぢげもぢげも…」[52]。
- 越原富雄（童話作家 長尾豊の別名）1914年[53]:
  - 長野県の話。継子いじめに長い名「扇拍子を丁と打って…」とつけたが、殿様がその名前を気に入る。
  - 長野県の話「一んちよ二んちよ、ちよちよんが…」
  - 『日本歌謡類聚』収録の長野県の「てきてきおん坊…」
  - 落語「ジゲム」の二種類の落ち
  - 笠置（県市名不記）の「…上の町の八幡、ちよんぎりこ…」
- 中村成文 1914年[54]:
  - 越中（富山県）の、実子に長い名「大入道小入道…」を付ける話
  - 加賀（石川県）の長い名「春の日のとりのとっさか…」・短い名「ちよりさん」
- 金田一京助 1916年: 盛岡（岩手県）の「ほっぽこほっぽこ…」[55]。
- （無記名）1933年: 筑前朝倉郡（福岡県）の話、一人目「ちよい」が川に流される。二人目「一っちょんちょーん…」も川に流される[56]。

文学者綿谷雪は、『郷土研究』などから長い名前を集めて、古典文学・芸能や他の言葉遊びとの関係を研究した。1927年初版から2回大改訂を経て1964年『言語遊戯の系譜』に収録されている。
1948年発行の『日本昔話名彙』（柳田国男監修）は、『長い名の子』タイプの民話23件の地名・文献名を一覧にまとめた。ただし具体的な名前や話の内容は不掲載。
1958年発行『日本昔話集成』（関敬吾著）は、「638.長い名の子」の章に34県66話の子の名前と出典を列挙している。名前のみで、話の内容は不掲載。出典は1914年から1954年の間に報告された日本各地からの調査資料だとしている。1980年発行『日本昔話大成』（関敬吾著）は、『日本昔話集成』の子の名前リストに、その後出た文献名を追加している。
1977年-1998年発行の『日本昔話通観』（稲田浩二著。全29巻+研究篇2巻）は、第2巻（青森）から第25巻（鹿児島）までの全巻に『長い名の子』タイプの話を掲載している。

## Tikki Tikki Tembo
アメリカにも、子に長い名前を付けて失敗する童話がある。1968年発売のArlene Mosel (英語版) 著の"Tikki Tikki Tembo"が有名で、舞台は昔の中国、大事な長男の名は
"Tikki tikki tembo-no sa rembo-chari bari ruchi-pip peri pembo"
どうでもよい次男の名は"Chang"。長男が井戸に落ちて溺れかかるが、次男の奔走により、かろうじて助かる。「だから中国人は子に短い名をつけるのです」という説明で終わる。48頁程度の絵本である。
本書は1997年にニューヨーク・タイムズ紙の"50 Years of Children's Books"（児童書50年史）の59冊の一つに選ばれた。出版社によれば、累計印刷部数は2011年時点で百万冊以上である。
『長い名の子』は、Arlene Mosel版以前にも何度かアメリカで紹介されている。

### 日本のお話

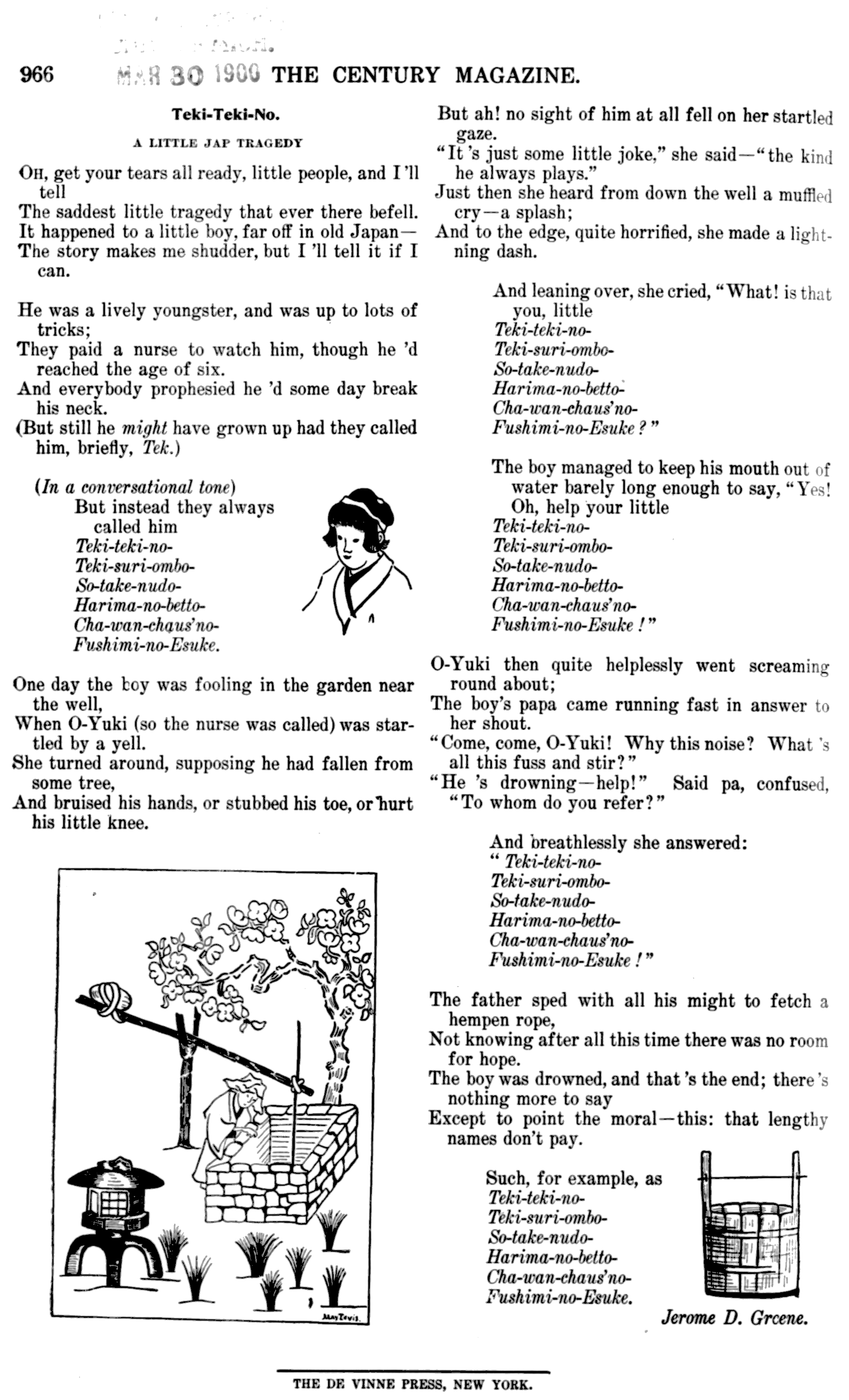
Teki-teki-no（ジェローム・D・グリーン、1900年）

1900年にアメリカの雑誌に投稿された詩"Teki-teki-no. A little Jap tragedy"（直訳:とある日本の子の悲劇）は、子は一子で名が
"Teki-teki-no, teki-suri-ombo, so-take-nudo, Harima-no-betto, Cha-wan-chaus'no, Fushimi-no-Esuke"
井戸に溺れて死ぬという結末である。著者と名前が一致するジェローム・D・グリーンは横浜生まれのアメリカ人で、父は来日宣教師ダニエル・クロスビー・グリーン。ジェロームはのちにアメリカで実業家・政治家となり、太平洋問題調査会の役員を務めるなど日本通でもあった。
1918年には、アメリカ在住の作家・講師だった杉本鉞子が"The long-life name"（直訳:長命な名）を児童雑誌に掲載した。このバージョンでは、子の名前が
"Het-toko het-toko hengo-no-kami, ik-kai nui-do waniudo, gaga-no fun-nai-sama, oodep-po kodep-po, sasara dep-po hibashi, ja-jan-janjan"
である。物語の導入部で、これは筆者が渡米する前の子供時代に乳母「タキ」から聞いた日本の昔話で、タキは有名な語り部だったと記している。杉本は1873年新潟県生まれで、1898年に渡米した。

### 脱日本
1924年出版の童話集の中の一話"Tiki-Tiki-Tembo"（著者不詳）も舞台設定は昔の日本だが、子は二人兄弟である。二子のうち大事なほうの子の名前は
"Tiki-tiki-tembo-no sa rembo-Hari bari broohski-Peri pen do-Hiki pon pom-Nichi no miano-Dom bori ko"
この子が井戸に落ちて溺れる。「だから昔の日本では、大事な男児にはSu、Foy、Wang、Sing、といったとても短い名前を付けるようになりました」と結論付けている。
1941年発売の朗読レコード"Long-Name-No-Can-Say"（試訳:名前長い言うできない）では舞台設定が中国になった。主人公の名前は
"Nicki Nicki Tembo No So Rembo Ooma Moochi Gamma Gamma Goochi"
大勢の兄弟などが登場し、主人公は井戸に落ちてから何日も待ってやっと生還する。そして「だから中国人はLee、Wu、Poなど、短い名をつけるようになったのです」という説明が付く。

### 1960年のブーム
1959年から1961年にかけて、たてつづけに複数の作品が出た:
1960年のブラザース・フォアの創作フォークソング"Sama Kama Wacky Brown"（邦題例『サマ・カマ・ワッキー・ブラウン』）では
"Eddie Koochy Katcha Kama Tosa Neera Tosa Noka Sama Kama Wacky Brown"
が井戸で溺れる。本話に地名はなく、脇役の名はSusie JonesやJoeである。
1959年頃に腹話術師Shari Lewis (英語版) が"Tiki Tiki Timbo"の物語レコードを出した。本話は中国が舞台で、兄の名が
"Tiki Tiki Timbo No Sin Nimbo Hoi Boi Boski Poi Pon Do Hiki Pon Pon Niki No Mi Ah Dom Poi"
弟の名は"Choi"。Shari Lewisはテレビの子供番組を司会し、キャラクター「ラム・チョップ (パペット)」等の演技で有名だった。
1960年には"Long-Name-No-Can-Say"（初版1941年）もLPレコードとして再版された。ディズニー版白雪姫とのセットである。
1961年の"The Little Boy With the Long Name"（Bryna Untermeyer (英語版) 編）は、「昔々の遠くの国で」という設定である。
"Sticky Sticky Stumbo Nos E Rumbo E Pro Pennyo Hara Bara Brisko Nicky Prom Po Nish No Mennyo Dumbricko"
は井戸で溺れ死ぬ。
そして1968年にArlene Mosel版の本"Tikki Tikki Tembo"が出された。出版社によれば、本話は著者が子供のころに聞いた話だという。
1990年代から"Tikki Tikki Tembo"は「中国文化について誤った認識を広めている」として批判されている。
『長い名の子』タイプの話はアメリカからさらに世界各地へ広がっている。たとえばトルコには1980年代に入った。

### 派生

#### The Gamma Goochee
1965年アメリカのロック楽曲"(You Got) The Gamma Goochee"（作詞作曲・歌:Gamma Goochee Himself（John Mangiagli））は、
"Nicki Nicki Nimbo No So Limbo Oo Ma Moochi Gamma Gamma Goochee"
と繰り返し歌う。この文言は"Long-Name-No-Can-Say"の主人公の名とほぼ同じである。キングスメンによる1965年のカバーがキャッシュボックス誌の週間シングルランキング98位に入るなど、たびたびカバーされている:23。1991年にはジョー・ウォルシュがカバー曲（邦題『ガンマ・グーチー』）をアルバムに収録。Mangiagliによれば、ジョー・ウォルシュは日本公演でこの曲をよく演奏したという:22。

### F:全文
1. 1 2  Etsu, Sugimoto (7 1918). “The stories that Taki told – The long-life name” (英語). Everyland (New York, USA: Everyland) 9 (7):  195. LCCN 12-22998. OCLC 1568537.
2. 1 2  テキスト版: “6巻 軽口御前男”. 噺本大系本文データベース.  国文学研究資料館. 2021年12月12日閲覧。
3. 1 2  4回連載: 高木敏雄「世界童話 長い名(1)」『読売新聞』1915年7月27日、4面。, 2回目1915-07-28 p4, 3回目1915-07-29 p4, 4回目1915-07-30 p4
  - 典拠不記
4. 1 2 3 4  翻刻版: 米沢彦八 著「軽口御前男 巻之二 欲からしづむ淵」、小高, 敏郎 編『江戸笑話集』 100巻、岩波書店、東京〈日本古典文学大系〉、1966年7月5日（原著1703年）、313頁。
  - p33:『軽口御前男』は元禄16年に大阪で刊行
5. 1 2 3  翻刻:二流間主東随舎 著「聞書雨夜友（ききがきあまよのとも） - 一子に異名を付けて後悔せし話」、近藤瑞木 編『初期江戸読本怪談集』国書刊行会〈江戸怪異綺想文芸大系〉、2000年10月30日（原著1805年）、654-657頁。ISBN 978-4-336-04271-2。
  - pp611-671『聞書雨夜友』翻刻 : 内pp654-657:『一子に異名を付けて後悔せし話』
  - p683 解題 総説:『聞書雨夜友』は初期江戸読本（よみほん）というジャンルの本。
  - pp696-698『聞書雨夜友』の解題: 作者である東随舎は江戸の浪人栗原幸十郎であり、別名栗原忠雄、青雲軒および松壽館老人も彼の別名としている。
6. ↑  松壽館老人 著「一子に異名を付けて後悔せし話」、青雲軒主人 編『聞書雨夜友』 4巻、瑶池堂、江戸、1805年、画像全96面中72面から78面頁。doi:10.20730/100052278。2021年12月30日閲覧。（文化2年刊）（副題「古今奇談 聞書雨夜友」）
  - 6面: ふりがな「ききかきあまよのとも」「二流間主東随舎 著」
  - 目次での題名: 「一子異名ヲ付後悔成話（）」、本文前の題名: 「一子に異名を付けて後悔せし話（）」
  - 76面（原文の漢字・仮名遣いのままで引用）:

| 敵々仁 敵須畄 御坊 蒼臨坊 惣高入道 播广之別當 茶碗茶臼之 挽木之 飛与小助 | てきてきに てきする おんぼう そうりんほう そうたかにうとう はりまのべつとう ちやわんちやうすの ひききの ひよこすけ |
  - 77-78面「評曰」:本書の編集者による評。分不相応なことをしてはいけないという説教。
7. ↑  三遊亭福円遊「寿限無」『滑稽百面相』三芳屋、1912年6月7日、57-65頁。doi:10.11501/891285。NDLJP:891285。
  - 本文題名のふりがなは「じゆげんむ」だが本文内では「じゆげむ」となっている。
  - p57:イントロ「お目出度お話を申上げます」
  -  ウィキソースには、寿限無の原文があります。
8. ↑  丹羽, 貞二郎「(94) 長い名を付し話」『新話一百題 : 家庭教訓』益友社、東京、1893年11月13日、82-83頁。NDLJP:757424/49。（明治26年。著作者・発行者:石川県士族 丹羽貞二郎）
  - 原文:「ニーテキ、スリ、オン、ポー、ソータカニュドハリマノベット、茶碗茶碓に引木の伊助」
  - 現代仮名遣い:「にーてき、すりおんぼう、そうたかにゅど、はりまのべっと、茶碗茶碓（）に引木（）の伊助（）」
  - 結末は川へはまって死ぬ。
9. ↑  大和田建樹 編「子守唄（信濃国）安曇野郡倭村 稚児を炬燵にあてつつうたふもの」『日本歌謡類聚』 下巻、博文館、東京〈続帝国文庫〉、1898年5月2日、461-462頁。hdl:2027/keio.10810281031。
  - 「てきてきおん坊（）、草林坊（）、背高入道（）、播摩（）の別當（）、茶碗茶臼（）に、ひきんの屁古助（）様井戸へ落ちました」
10. 1 2  Jerome D., Greene (1900). “Teki-teki-no” (英語). The Century Illustrated Monthly Magazine (New York: The Century Co.) 59 (April):  966. hdl:2027/uc1.32106008929421.
  - 総目次 viii Teki-teki-no, Jerome D. Greene, 966, 挿絵 May Tevis
11. 1 2  高木敏雄「世界童話 珍妙御伽百面相(79)長い名前」『読売新聞』1913年5月15日、4面。（大正2年）
  - 「てきてきにてきするおんぼうそうりんぼうはりまのべつたつやけやまやじらうちやうすにちやびしやくひけぎのえいすけ」
  - 「日本民間伝承」
12. 1 2  芋仙「長名太郎（ながなたろう）」『少国民』第8巻第18号、鳴皐書院、東京、1896年9月、5-8頁、doi:10.11501/1589275、全国書誌番号:00011372。: 国会図書館書誌ページ: 少國民 第8年(18)
  - p5: 名付けはこの村の定めで村社の禰宜に頼む。一人目の子半助（）は赤痢で死に、二人目の長（）もジフテリアで死んだ。そこで三人目の子には長い名前を付けてもらうよう禰宜に頼んだ。そこで禰宜は、辞書の各ページの先頭から文字を一つずつ取って長い名前を作った。
  - p5 原文（旧字体）:ヘットコ、モッコ、ヘンメノコ、カミエンメ、エンメジヤ、大坂城ト、播磨ノ別當、茶碗茶ンコロ、テンコロ左衛門鶴龜
13. 1 2  佐々木, 喜善「163番 長い名前」『聴耳草紙』三元社、東京、1931年1月25日、502-504頁。全国書誌番号:46081539。
  - pp502-503:「一丁ぎりの二丁ぎりの…」（一丁（））。著者注記:「私の祖父のよく語った話であった。稚い記憶の中から。」
  - pp503-504:「チョウニンチョウニン…」。著者注記:「出所忘却」（成立時期不記載）
  - p504:「一束百束ヘソの守（）…」。著者注記:「田中喜多美氏のご報告」（成立時期不記載）
  - 記載以外の補足:
    - pp503-504:「チョウニンチョウニン…」に関しては、『農民俚譚』では朧澤郡昔話としている（佐々木, 喜善 著「膽澤郡昔話 - 長い名をつけて失敗した話」、本山, 桂川 編『農民俚譚』一誠社、東京、1934年5月19日、47頁。doi:10.11501/1235623。 NCID BA33489941。NDLJP:1235623。(要登録)）。
14. 1 2 3  藤沢, 衛彦「1. ちよんぎりのちよんさん」『純日本童話集 第1集 滑稽童話集』 第1集、国民書院、1921年4月18日、1-7頁。doi:10.11501/968010。NDLJP:968010。（踊り字は個別表記に、旧字体は新字体に改めた）
  - pp1-7: 本文
  - pp189-195: 解説。
    - p189: 本話は越前の童話から取った。「長い名も短い名も同国武生の田中泰山氏から聞いたのであるが、わからぬところは多少他の報告を比較して補った。」
    - p190: 中村成文によれば、越中では「大入道、小入道、まっぴら入道ひら入道、へいとこへいとこへいがのこ、へめたにかめた、一ちようぎりかちようぎりか、ちよちよらのちようぎりか、しきしきあんどのへいあんじ、てんもくもくどの榮助」
15. ↑  楠山, 正雄 編「長い名」『日本童話宝玉集』 下巻、富山房、1922年、479-483頁。doi:10.11501/945588。NDLJP:945588。
16. ↑  楠山, 正雄「長い名」『日本童話宝玉集 巨人版』富山房、1938年12月12日、126-129頁。 NCID BB06405119。全国書誌番号:22203951。
  - 序説 p17: 「藤澤氏の日本童話集等にのせたものによって多少の潤色をしておいた」
17. ↑  楠山, 正雄 編「長い名」『新版 日本童話宝玉集』 中巻、童話春秋社、1949年1月25日、146-151頁。doi:10.11501/8346068。NDLJP:8346068。(要登録)
18. ↑  「長い名」『日本むかしばなし』 8巻、筑摩書房〈小学生全集〉、1951年10月30日、148-154頁。doi:10.11501/1626721。NDLJP:1626721。(要登録)
19. ↑  『長い名』：新字新仮名 - 青空文庫
  - （底本の書誌: 楠山, 正雄「長い名」『日本の諸国物語』 1巻、講談社〈講談社学術文庫 日本童話宝玉集〉、1983年4月1日。ISBN 4-06-158599-1。）
20. ↑  Mosel, Arlene (1968) (英語). Tikki Tikki Tembo, retold by Arlene Mosel. Illustrated by Blair Lent. New York: Holt, Rinehart and Winston. NCID BA24306315. LCCN 68-11839. OCLC 303376(要登録)
21. 1 2  Hardendorff, Jeanne B., ed (1968). “Tiki-Tiki-Tembo” (英語). he Frog's Saddle Horse and Other Tales. Philadelphia and New York: J. B. Lippincott. pp. 40-45. LCCN 68-10772. OCLC 436253(要登録)
  - Acknowledgements
  - p45: "And now in old Japan..."
  - p45: "Through Story-Land with the Children, National Association of Junior Chautauquas."
  - 本書の転載元書誌: anonymous (1924). “Tiki-Tiki-Tembo”. In National Association of Junior Chautauquas (英語). Through Story-Land with the Children. New York: Fleming H. Revell Co.. pp. 31-34. LCCN 24-22123. OCLC 8693565
22. 1 2  The Brothers Four (LP recording). New York: Columbia. 1960. LCCN 93705344. OCLC 15100364. CL 1402。
23. ↑  Duskin; Barer; Melnik (1959). (B-side) Tiki-Tiki-Timbo (45 rpm recording). New York: Golden Record. OCLC 24641298. FF555B。 (A-side: Aren't You Glad You're You?)
24. ↑  Cramer, H. Long-Name-No-Can-Say (Nicki Nicki Tembo) A Chinese fable., Wing, Paul (narrator)
アルバム全体の書誌: Walt Disney's Snow White and the Seven Dwarfs; also Long-Name-No-Can-Say (LP recording). Children's Bluebird Records. Camden, NJ: RCA Victor. 1960. OCLC 16120265. LBY-1044。, Day, Dennis (narrator)
25. ↑  Untermeyer, Bryna, ed (1961). “The Little Boy With the Long Name” (英語). Big and Little Creatures. The Golden Treasury of Children's Literature. 1. Golden Press. pp. 164-169. LCCN 62-4314. OCLC 6431887

### X:民話索引
1. 1 2 3 4  関, 敬吾「638 長い名の子」『日本昔話集成 第3部 笑話 2』角川書店、1958年6月30日、737-744頁。 NCID BN03590278。OCLC 25013059。全国書誌番号:22912993。
  - pp737-744:「638 長い名の子」各話の子の名前を掲載
  - p905 昔話の型:「619.長い名の子（638）」の概要説明
  - 本書記載以外の補足:
    - p741に掲載された長野県南安曇郡の「こきこきおん坊」は、『日本歌謡類聚』(大和田建樹 1898)「てきてきおん坊」を紹介した『郷土研究』(越原富雄 1914)からの孫引きである。本書掲載時に誤植され、後の『日本昔話大成』でも訂正されずに残っている。
2. 1 2  稲田, 浩二 編『日本昔話通観』 29 総合索引、同朋舎出版、東京、1990年7月15日、134-138頁。ISBN 4-8104-0880-9。 NCID BN00409825。
3. 1 2 3  「長い名の子 638」『日本昔話大成 第10巻（笑話 3）』 10巻、角川書店、1980年3月31日、186-194頁。ISBN 404530410X。 NCID BN00340911。OCLC 25019329。全国書誌番号:80020333。
  - p1: 本巻の出典は、日本各地の1912年から1976年までに語り手から直接採取された資料類。
  - pp186-194: 「長い名の子」
    - p186: 話型別に分類された集成No.「六三八 長い名の子」、AT番号は不記載
    - 本項では35府県の、具体的な名前:69件、文献名のみ:97件、合計166件が紹介されている。

  - 本書記載以外の補足:
    - 本巻の出典は1912年以降の直接採取された資料類としているが、実際にはp191の長野県南安曇郡の「こきこきおん坊」は、『日本歌謡類聚』(大和田建樹 1898)「てきてきおん坊」を紹介した『郷土研究』(越原富雄 1914)の孫引き。「こきこきおん坊」は「てきてきおん坊」からの誤植。
4. 1 2 3  日本放送協会 編「長い名の子供」『日本昔話名彙』日本放送出版協会、1948年3月1日、223-224頁。NDLJP:1124189。
  - p1『昔話のこと』柳田国男:「日本の昔話採集はまだ三十余年の歴史しか持って居りません。」
  - pp223-224:『長い名前の子供』
    - 「長崎県 江戸のものに近い」とあるが、本表に江戸の項は無い。
5. ↑  「作品名索引」『民話・昔話集内容総覧』日外アソシエーツ、2003年4月25日、「し」p1048、「な」p1136頁。ISBN 4-8169-1774-8。
  - 題名のみ見て集計:「じゅげむ」:1件, 「長い名*」:112件, 「長い長い名*」:4件, 合計:117件

### 他の出典
1. 1 2 3 4 5  稲田, 浩二 (1988-09-15). “タイプ・インデックスの比較・対照表 857 長い名の子”. 日本昔話通観. 第28巻 昔話タイプ・インデックス. 同朋舎. pp. 661(凡例),718. ISBN 4810407128
2. 1 2 3  稲田, 浩二, ed (1998-03-31). “857 長い名の子”. 日本昔話通観 研究編2 日本昔話と古典. 同朋舎. pp. 604-605. ISBN 4810424901
  - 凡例p xxii:「類話」「対応話」「参考話」の定義
  - pp604-605:857 長い名の子
    - 国書 類話1:『軽口御前男』2「欲からしづむ淵」
    - 国書 類話2:『寿限無』（落語）
    - 国書 参考話1:『沙石集』8.13「尼公ノ名の事」
    - 国書 参考話2:『昆布柿』（狂言）
    - 国書 参考話3:『延陽伯』（落語）
    - 外書 対応話1:『笑府』2.66「兄弟で先生を呼ぶ（兄弟延師）」
    - 外書 参考話1:『ジャータカ』97「名前を気にする男前生物語」
3. ↑  菅原, 教造「発音遊戯」『心理研究』第16巻第95号、1919年、1-24 (通巻463-486)、doi:10.4992/jjpsy1912.16.463、ISSN 1884-1066。
  - 通巻p477(5冊p15):(36)「アリステ三平郎テキテキ屋、テキスリゴンボウ走心坊 宗高入道ハリマガ別當茶椀茶ブスの引井コツケ」（出典不記）
  - 通巻p486(5冊p24): 国語教育への発音遊戯の活用提起
  - 本論文は素材の出典を記載していない。
  - 本論文は菅原, 教造「発音遊戯」『中央公論』第34巻第6号、1919年、46-64頁、ISSN 0529-6838、NDLJP:10232047,全国書誌番号:00014972。の再掲。
4. 1 2  綿谷, 雪「長い人名」『言語遊戯考』発藻堂書院、1927年11月28日、67頁。doi:10.11501/3436322。 NCID BN11573456。NDLJP:3436322 全国書誌番号:52009191。(要登録)
  - pp65-69: 「長い人名」章全文
5. ↑  安間, 清「「長い名の子供」の名前 - 早物語研究の一齣」『信濃（第3次）』第4巻第1号、信濃郷土研究会、1952年1月、13頁、doi:10.11501/6069510、ISSN 0288-6987、NDLJP:6069510 全国書誌番号:00010369。(要登録)
  - pp18-20: 全文
  - 再掲: 安間, 清「4 「長い名の子供」の名前」『早物語覚え書』甲陽書房、東京、1964年12月15日、186-201頁。doi:10.11501/9581215。 NCID BN07513552。NDLJP:9581215。(要登録)
6. ↑  黄地百合子 著「長い名の子供」、稲田浩二 編『日本昔話事典』弘文堂、東京、1977年12月20日、667-668頁。 NCID BN0028790X。
7. ↑  Nihon Hōsō Kyōkai (n.d.) [1986]. “234. The Child with a Long Name”. In Mayer, Fanny Haggin; Yanagita, Kunio (英語). The Yanagita Kunio Guide to the Japanese Folk Tale (Open Indiana ed.). Indiana University Press. ISBN 978-0-253-05556-9 2022年3月12日閲覧。
  - 原著: Nihon Hōsō Kyōkai (1986). “234. The Child with a Long Name”. In Mayer, Fanny Haggin; Yanagita, Kunio (英語). The Yanagita Kunio Guide to the Japanese Folk Tale. Bloomington, Indiana: Indiana University Press. pp. 232-233. ISBN 0-253-36812-X 2022年3月12日閲覧. "(p.iv) This book has been produced from camera-ready copy provided by Asian Folklore Studies, Nanzan University, Nagoya, Japan."
8. ↑  関, 敬吾 (1966). “Types of Japanese folktales” (英語) (pdf). Asian Folklore Studies (南山大学) 25 (1):  210. NDLJP:10208428.
  - 節番号"456. The Child with a Long Name"。末尾に小さな字で"NMS no. 638"と添えてある。
9. ↑  Ikeda, Hiroko (1971). “A type and motif index of Japanese folk-literature” (英語). FF communications (Helsinki: Suomalainen Tiedeakatemia) (209):  286–287. ISSN 0789-0249. OCLC 286392.
10. ↑  “Linked ATU Tales: ATU 1200 - 1999 Anecdotes and Jokes” (英語). University of Missouri Libraries Library Guides – Folktale and Folk Motif Indexes. 2022年3月15日時点のオリジナルよりアーカイブ。2022年7月4日閲覧。 “ATU 1562A "The Barn is Burning"”
11. ↑  Ashliman, D. L.. “Folklore and Mythology Electronic Texts – Tikki Tikki Tembo” (英語). ピッツバーグ大学. 2021年8月29日時点のオリジナルよりアーカイブ。2021年11月16日閲覧。
12. ↑  高木, 敏雄「7 雌鶏のお葬式」『修身教授童話の研究と其資料』東京宝文館、東京、1913年5月15日、53-54頁。doi:10.11501/938904。NDLJP:938904。
13. 1 2  渡邊, 綱也 編「解説」『沙石集』 85巻、岩波書店、東京〈日本古典文学大系〉、1966年5月6日、21-38頁。国立国会図書館書誌ID:000000954261。
  - pp24-26: 本書本文の底本は慶長年間（1600年前後）に書かれた梵舜本
  - pp348-349: 巻八（十三）『尼公ノ名の事』。尼の名は「阿釈妙観地白熊日羽嶽房」。説話の締めくくりは「餘ニ長クコソヲボユレ」だけで、説教はない。
14. ↑  無住道暁「巻八（六）『佛鼻薫事』内の三番目の逸話『或女人出家ノ為ニ～』」『沙石集』快秀による写本（長享3年本）、1490年（原著1283年）、画像333枚中242-243枚目頁。 京都大学蔵。長享3-4年に書写
15. ↑  武藤, 禎夫「寿限無」『定本 落語三百題』岩波書店、東京、2007年6月28日、223-224頁。ISBN 978-4-000-02423-5。
16. ↑  無住道暁『沙石集』写本（米沢本）、n.d.（原著1283年）。
  - 本書には尼の名の寓話は含まれていない。
  - 巻九（十七）『佛ノ鼻薫タル事』は全12冊中10冊目の画像24枚目。ここにも尼の名の寓話は含まれていない。
  - 書誌情報: “書誌情報 沙石集 米沢善本152”. 山形県米沢市 市立米沢図書館. 2021年11月7日閲覧。
17. ↑  無住道暁 著「巻八上（七）『佛鼻薫事』内の三番目の逸話『或女人出家ノタメ～』」、圓智 編『沙石集』（出版社不明）、1616年（原著1283年）、画像389枚中297枚目頁。（元和2年刊活字版）
  - 阿弥陀、釈迦、妙法、観音、地蔵、白山、熊野、羽黒、日吉、御嶽、から一字ずつ取った
18. ↑  無住道暁「巻八上（七）『佛鼻薫事』内の三番目の逸話『或女人出家ノタメ～』」『沙石集』1686年（原著1283年）、画像333枚中256-257枚目頁。（貞享3年刊）
  - 原文は旧仮名遣い。現代仮名遣いに改めた。
  - 書誌情報: “沙石集 書誌ID 100113247”. 日本古典籍総合目録データベース. 2021年11月9日閲覧。 “大阪府大学情セ, 184-M5-2-1～4, マイクロ”
19. 1 2 3 4 5 6 7 8  綿谷, 雪『言語遊戯の系譜』青蛙房、2015年3月25日（原著1964年）、167頁。ISBN 978-4790504313。
  - pp51-59 1章7節 科白の影響と戯作の追随: 二代目市川團十郎の『外郎売の科白』に影響されて出たのが『鼻下長物語』。その踏襲作が『相州小田原相談』、『日本一癡鑑』（痴鑑）、『どうげ物語』（道外物語）。
  - pp59-60: 本調子端唄『こんきょうじ』の成立時期は不明だが一説には『外郎売の科白』と同じ頃。出版物としては寛政3年版『琴線和歌の絲』、宝暦7年版『絲のふし』など。
  - p60: 江戸時代前半の早口言葉は、『外郎売の科白』か『こんきょうじ』のどちらかに入っていることが多い。
  - p122:「法性寺の入道…」は「もっとも著名な早口言葉の一つで、敬称と卑称の交叉に陥穽がある」
  - p123: 法性寺を題材とした古川柳10句、その他
  - pp166-173 1章16節 長い名
    - p169: 寿限無からの転訛の例「じげもじげも」（丹後）、「ぽんぴきぴい」（富山）

  - p193: （註26）「てんびんぼう」出現例: 天明八年（1788年）版 赤蜻蛉作・山東京伝序の洒落本『女郎買之糠味噌汁』、天明六年（1786年）版 山東京伝『指面草』
  - pp393-395（追記）: 法性寺を題材とした雑俳等24句
  - p394: 徳川家康は「肩書の正称を、征夷大将軍右大臣淳和弉学院別当源氏長者と称した」
  - オンラインで見られる本書の旧版（ただし後の版で大幅改訂されている）:
    - 綿谷, 雪「13. 長い名」『ことばの民俗学』都書房、1942年10月30日、96-101頁。doi:10.11501/1126273。 NCID BN12724182。NDLJP:1126273 全国書誌番号:46024170。(要登録)
20. 1 2  新村, 出「76」『鑑賞 小倉百人一首』（2版）洛文社、1964年11月30日、93頁。doi:10.11501/1347242。NDLJP:1347242/50。
21. ↑  翻刻版: 芝全交 著「鼻下長物語」、武笠三、塚本哲三 編『黄表紙十種』有朋堂、東京、1935年8月14日（原著1914年）、176頁。NDLJP:1232603。
  - pp9-10 解題 鼻下長物語: 寛政4年（1792年）板。
  - pp173-204 芝全交『鼻下長物語』本文、翻刻
    - p176:「ほうしやうじの入道さきのくわんばく大じやう大臣」
22. ↑  「誹風柳多留」『精選版 日本国語大辞典（小学館）』。コトバンクより2022年6月25日閲覧。
23. ↑  「慶長八年癸卯」『国史大系 第10巻 公卿補任中編』 10巻、経済雑誌社、東京、1899年7月25日、704頁。doi:10.11501/991100。 NCID BN02695408。NDLJP:991100。
24. ↑  「如是我聞」『精選版 日本国語大辞典（小学館）』。コトバンクより2022年1月11日閲覧。
25. ↑  「阿耨多羅三藐三菩提」『精選版 日本国語大辞典（小学館）』。コトバンクより2022年1月11日閲覧。
26. ↑  「[…]さみゃくさぼたい」と発音する例もある:岡西惟中『続無名抄』愚常、大阪、1680年、下巻13裏（画像76面右）。doi:10.20730/100190457。2022年2月16日閲覧。（延宝8年刊）
27. ↑  朱熹「大学」（中国語）『四書集註』 1巻、勝村治右衞門、京都、1766年（原著1189年）、画像6面目。doi:10.11501/2583035。NDLJP:2583035/6。（原著:淳熙己酉、本版:明和3年刊）
28. ↑  「宝船」『精選版 日本国語大辞典（小学館）』。コトバンクより2022年1月11日閲覧。
29. ↑  赤蜻蛉 著「女郎買之糠味増汁」、日本名著全集刊行会 編『日本名著全集 第一期出版 江戸文芸之部 第12巻 洒落本集』（pdf） 1-12巻、日本名著全集刊行会、東京、1929年4月1日、474-475頁。 NCID BN06184411。NDLJP:1884512/321 国立国会図書館書誌ID:000000986329。オリジナルの2006年1月5日時点におけるアーカイブ。2022年6月25日閲覧。（URLは岡島, 昭浩. “大阪大学 岡島昭浩 うわづら文庫「名著全集洒落本」”. 2021年5月27日時点のオリジナルよりアーカイブ。2022年6月25日閲覧。内）（元本:天明八年（1788年））
30. ↑  烏亭焉馬『天狗礫鼻江戸子』秩父屋、1793年、画像14枚目左頁上段。doi:10.11501/9892767。NDLJP:9892767。
  - 翻刻: 西山, 松之助「付『天狗礫鼻江戸子』」『江戸ッ子』吉川弘文館、東京〈歴史文化セレクション〉、2006年5月20日、64頁。ISBN 4-642-06297-1。
31. ↑  『鳴鴈堂蔵書目録』雁金屋 要藏、駿府、画像12面左側下欄頁。doi:10.20730/100078907。「聞書雨夜友」
  - 静岡県立図書館デジタルライブラリー: 鳴雁堂蔵書目録
32. ↑  水谷謙治「物品賃借(貸物)業の創成に関する研究 (小松善雄教授記念号)」『立教經濟學研究』第62巻第4号、立教大学経済学研究会、2009年3月、145-170頁、doi:10.14992/00003085、ISSN 00355356、NAID 110007031101。 p.156-157 より
33. ↑  繁原央『山梨稲川と『肖山野録』』（PDF）（新版）繁原央、篠原印刷所出版部 (印刷・発売)、2013年。ISBN 9784901580113。 NCID BB1766226X。全国書誌番号:22356030。オリジナルの2022年1月12日時点におけるアーカイブ。2022年8月22日閲覧。
  - p63:「鳴鴈堂蔵書目録」は、駿府（静岡県）の貸本屋の蔵書目録で文化末年(1816)から文政初年(1818)の間に出されたと推定される。
  - pp69-100:「鳴鴈堂蔵書目録」の翻刻。p92に「聞書雨夜友」。
34. ↑  復刻版書誌: 「経済学釈義」『東京経済雑誌 17 明治17年7-9月 221-233号』 17巻、日本経済評論社、東京、1982年1月20日、224号 p109。hdl:/2027/uc1.c2785659。NCID AN00329943。（URLはHathiTrust）
  - 原文書誌: 経済記者「経済学釈義」『東京経済雑誌』第10巻第224号、経済雑誌社、1884年7月26日、109頁、NCID AN00159377。
  - 筆者署名: 経済記者「経済学釈義 : 經濟學の釋義に關して駁論諸子に答ふ」『東京経済雑誌 17 明治17年7-9月 221-233号』 17巻、日本経済評論社、東京、1982年1月20日、222号 p44。hdl:/2027/uc1.c2785659。NCID AN00329943。「經濟記者」（URLはHathiTrust）
  - 「彼の

ヂゲム ヂゲム

ゴコーノスーリキリ

カイヂャリスイギョ

スギヨバチャ

カイポ カイポ

カイポノシリヲ

グリンダ グリンダ

グリンダノチョースケガ

アノヤマコエテ

コノヤマコエテ

コエテ コエテノ

ヲポポイノポイマ
と云へる名を小児に命したる談話を…」
35. ↑  読売新聞連載記事「怪談の正童（）」計9回。林家正藏（自称四代目）の伝記。
  - ふく生「怪談の正童(1)」『読売新聞 朝刊』1912年4月8日、3面。
    - 副題に「八十九歳の老落語家」
    - 先ごろ、八十九歳の林家正藏改め正童となった。
    - 正童の幼名は米三郎。
    - 米公が弟子入りしたのは二代目林家正藏。千住の隠亡の寺の坊さんで通称「托善正藏」。
    - 米公が正藏に弟子入りしたのは18歳のとき。

  - ふく生「怪談の正童(2)」『読売新聞 朝刊』1912年4月9日、3面。
    - 正童の前座に出たときの名は正橋（）。
    - 正橋は「一生懸命に落語の稽古をやった壽限無（）壽限無などは堂に入ったものだった、それに感心した林家正藏が『[…]跡取りにしてやろう』と、子にしてくれて、いよいよ本職になった。」
    - やがて「正橋はちょうど生意気盛り。安政頃の二十二の年に、いつまでも前座でもあるまいと江戸を飛び出した。ドサ歩きというやつで[…]」。

  - ふく生「怪談の正童(4)」『読売新聞 朝刊』1912年4月11日、3面。
    - 正橋は江戸に帰ると、養父の托善正藏は既に安政5年菊月に死去していた。名人左楽などが勝手に正藏を名乗っていた。正橋は再び田舎稼ぎに出る。

  - 記載事項以外の補足:
    - 正橋が前座をやめて出奔する「安政頃の二十二の年」という記述は矛盾がある。1824年生で22歳は1845年頃という計算になるが、安政はおよそ1855年から1860年の間である。しかしいずれにせよ19世紀中旬に既に「壽限無壽限無」という噺は存在していたことになる。
36. 1 2  南方, 熊楠「紀州俗伝(四)」『郷土研究』第1巻第6号、郷土研究社、東京、1913年8月10日、(49) 369。
  - 参照した復刻版: 『郷土研究（全六冊）第一冊（復刻版）』 2巻、名著出版、東京、1975年10月25日。全国書誌番号:00028355。
    - この復刻版シリーズは一部を翻刻（新たな活字で書換え）している。

  - p(49) 369:「卅年前予日向の人より聞た」「ちきちきおんぼう、それおんぼう、そえたか入道、播磨の別當（）、焼山彌次郎（）、ちやかもかちやあぶるせんずり観音（）、久太郎別太郎（）、むこにやすつぽろぽん」
  - 再掲: 南方, 熊楠「俗伝 紀州俗伝」『南方随筆』岡書院、東京、1926年5月25日、375頁。NDLJP:1871244。
    - p375:「卅年前予日向の人より聞た」
37. ↑  野口復堂「四十年前の印度旅行」『日印協会会報』第42号、1927年11月18日、95-96頁、国立国会図書館書誌ID:000008858223。
  - 本旅行記は、野口がインドの「霊智学会」（神智学協会）大会への出席と会長の日本招聘のために出張した話を1927年に回想して寄稿したもの。旅行記全文はpp71-102。
    - p72:「明治21年9月9日」神戸出発。
    - pp95-96:長名話
    - p95:「新京極六角橋の笑福亭」
    - p95:「梅香と云ふ落語家のやった話」何代目かは不記載。
    - p95:野口は「この長名話」という表現をしており、落語の題名かどうか曖昧。
    - p96:長名話中に学校のエピソードあり。「此子が学校へ上ることとなり、先生や同級生がこの長名に煩はさるる大滑稽があって[…]」。
    - p96:「井戸中で『アダブダブダブ』と落ちになるのであるが、陀羅尼品を知って居る者はよいが、知らない者には興味が薄いから[…]」。
    - p101:「明治22年もマドラスで暮れ、明けて日本国会開設の23年の正月1日を同地で迎へ、[…]同月10日[…]マドラス港を」出発して帰路。日本帰着日不記。
38. 1 2  野口1927の誤謬を改訂して再掲: 復堂 野口善四郎「四十二年前の印度旅行」『大鼎呂』二酉社 二酉名著刊行会、東京、1930年1月4日、68-70頁。NDLJP:1151509。（本書は通しページ番号なし。旅行記内での全文はpp1-88）
  -     - p4:「明治21年9月9日」神戸出発。
    - pp68-70:長名話
    - p68:「梅香（）」
    - p84:明治22年もマドラスで暮れ、明けて日本国会開設の前年の正月1日を同地で迎へ、[…]同月10日[…]マドラス港を」出発して帰路。p88:神戸上陸。「明治22年2月11日帝国憲法発布の公古の式日であった」。
39. ↑  「陀羅尼品」『精選版 日本国語大辞典（小学館）』。コトバンクより2021年12月9日閲覧。
40. ↑  “佐々木, 喜善, 1886-1933”. 国立国会図書館典拠データ検索・提供サービス. 2022年2月23日閲覧。
41. ↑  例: 山本, 和夫 著「ちょんきりのちょん（福井県）」、児童読書研究会 編『日本のむかし話 雪おんな（北陸篇）』 5 雪おんな（北陸篇）、ポプラ社〈日本のむかし話全集〉、1957年5月25日、145-153頁。doi:10.11501/1638801。NDLJP:1638801。（関敬吾監修）(要登録)
  - pp145-153: 本文
  - p165: 解説。主要参考文献: 藤澤衛彦著『日本伝承民俗童話全集』 他
42. ↑  高木, 史人「「昔話の語り手」の一九〇〇年 -「数百話クラス」の語り手の誕生-」（pdf）『口承文芸研究』第18号、日本口承文芸学会、東京、1995年3月、61頁、NCID AN00353471、2021年12月12日閲覧。（『口承文芸研究』1991年（第14号）〜 2000年（第23号）一覧）
43. 1 2  「よみうりラヂオ版」『読売新聞 朝刊』1926年1月8日、9-10面。
  - p9 今日の放送番組: 東京JOAK「落語 壽限無 春風亭 花柳」; 大阪JOBKと名古屋JOCKの番組表には「壽限無」なし
  - p10 「落語 壽限無（午後八時ごろ）:
    - 春風亭華柳による解説の概要: 寿限無は落語家の入門演目で、私も弟子に最初に教えるのが『たらち女（）』〔ママ〕『錦明竹』『寿（）限無（）』だ。昔から有名な落語だが、最近は廃れてきた。今回は皇孫誕生にちなんで、めでたい演目として寿限無を選んだ。
    - 子の名:「じげむじげむ ごこうのすりきれ、かいぢやり、すゐぎよの、すいぎやうばつ うんばつに ふうらいばつ くうねるところ、すむところ やうぶらこうぢに、ぶらこうぢ、ぱいぽぱいぽぱいぽのしりが、しいろがどうりんだい、どうりんだいの ぽんぽこな ぽんぽこなの、ぽんぽこぴ、ちようきうめのちようすけ」（旧漢字・仮名遣いは原文のまま。繰り返し記号は展開）

  - 記載以外の補足:
    - この時期の皇孫としては東久邇成子がいる。
44. ↑  日本放送協会, ed (1933-06-10). ラヂオ年鑑. 昭和8年. 日本放送出版協会. p. 271. NDLJP:1260073/155
  - 業績大観 p70: 加入総数百万突破
  - 放送事業略歴 p110: 1925年試験放送開始
  - 子供の時間 講談・落語 p271: 『落語（寿限無）』柳家権太郎〔ママ〕 昭和7年7月26日放送
  - 落語
    - p472: 『寿限無』柳家権太郎〔ママ〕 昭和7年7月26日放送
45. ↑  「『壽限無』の長助 - 長い長い赤ちゃんの名前（後7時50分落語）柳家権太楼」『東京朝日新聞』朝刊1932年7月26日、9面。（昭和7年）
  - 子の名「壽限無、壽限無、五劫のスリキレ、海砂利、水魚の水行末、雲來末、風來末、食ふ寝るところに住むところ、ヤブラコウヂブラコウヂ、パイポパイポパイポのシユウリンガン、グウリンダイのポンポコピイのポンポコナの長久命の長助」（旧漢字・仮名遣いは原文のまま。繰り返し文字は展開。なお、本紙面は原則振り仮名付きだが、子の名の部分だけ振り仮名が無い）
  - 放送番組表:『寿限無』は東京局(JOAK)・長野局・静岡局で放送予定だが、大阪局・京都局・名古屋局・秋田局などでは別番組となっている。
46. ↑  例: “1990年4月4日 教育/Eテレ 番組表”. NHKクロニクル. 2022年2月23日閲覧。 “午後 04:15にんぎょうげき 「じゅげむ じゅげむ」”
47. ↑  坂上, 浩子「子どもメディア・言葉と文化をめぐる考察 - 第37 回「日本賞」教育コンテンツ国際コンクールから」（pdf）『チャイルド・サイエンス』7 (2010年度)、日本こども学会、2011年3月1日、29頁、2021年12月10日閲覧。（巻号目次: 学会誌『チャイルド・サイエンスVOL.7』2011年03月発刊）
48. ↑  “「寿限無」CD化、授業にも 横須賀の大矢部小では全員で暗唱”. 毎日インタラクティブ.   毎日新聞 (2003年11月27日). 2003年11月27日時点のオリジナルよりアーカイブ。2022年2月3日閲覧。 “（毎日新聞2003年11月27日神奈川版から）”
49. ↑  森, 顕子「小中をつなぐ古典学習の提案(1) : 和歌(『万葉集』)・『竹取物語』を事例として」『研究紀要/東京学芸大学附属竹早中学校』第47号、2005年、14頁。
50. ↑  中嶋, 真弓「2005年度版小学校国語科教科書における古典教材採録のあり方」『学び舎 : 教職課程研究』、愛知淑徳大学教育学会、2008年3月31日、71頁、ISSN 1881-0306。
51. ↑  “柳田國男について はじめに”. 成城大学#民俗学研究所. 2022年6月28日閲覧。
52. ↑  川口, 孫治郎「舌もぢり」『郷土研究』第2巻第4号、郷土研究社、東京、1914年、55-56頁。
  - 参照した復刻版: 『郷土研究（全六冊）第二冊（復刻版）』 2巻、名著出版、東京、1975年11月22日。
  - 「ぢげもぢげも、ごこぼのしやりき、しやりきふんだりあじやらばち、ぱいぷぱいぷぱいぷのしゆりが、しゆりがのくんりんざい、りきりきのりきりんぼう、ちやうりんぼう、はりまのべつとう、ひきぎの栄助（）」（踊り字は個別表記に、旧字体は新字体に改めた）
  - この名前の取材先、成立時期は記載されていない。
53. ↑  越原, 富雄「長い名を附けられた人」『郷土研究』第2巻第2号、郷土研究社、東京、1914年、215-217頁。
  - 参照した復刻版: 『郷土研究（全六冊）第二冊（復刻版）』 2巻、名著出版、東京、1975年11月22日。
  - 記載以外の補足:
    - 「越原富雄」は作家 長尾豊（1899生-1936没）のペンネーム（20世紀日本人名事典（日外アソシエーツ）『長尾 豊』 - コトバンク）。
    - 本論文は1934年に、大幅増改のうえで長尾豊名義で『伝説民話考』(長尾豊 1932)に収載されている。おもな変更点:
      - p34: 狂言『昆布柿』追加
54. ↑  中村, 成文「長い名」『郷土研究』第2巻第5号、郷土研究社、東京、1914年、312-313頁。
  - 参照した復刻版: 『郷土研究（全六冊）第二冊（復刻版）』 2巻、名著出版、東京、1975年11月22日。
  - 越中「大（）入道小（）入道、まっぴら入道ひら入道、へいとこへいとこへいがのこ、へめたにかめた、一ちようぎりかちようぎりか、ちよちよらのちよぎりか、しきしきあんどのへいあんじ、てんもくもくどの榮助」
  - 加賀
    - 長い名「春の日の雞（）のとっさか（雞冠）立烏帽子（）」
    - 短い名「ちよりさん」
55. ↑  金田一, 京助「長い名前の話」『郷土研究』第4巻第9号、郷土研究社、東京、1916年、566頁。
  - 参照した復刻版: 『郷土研究（全六冊）第四冊（復刻版）』 4巻、名著出版、東京、1976年1月25日。
  - 「ほっぽこほっぽこ、ほんでぇんでぇんすの、されぇづくのこじりこ、かたなこじり小左衛門（）」
56. ↑  「長い名の子」『郷土研究』第7巻第2号、郷土研究社、東京、1933年、112頁。
  - 参照した復刻版: 『郷土研究（全六冊）第六冊（復刻版）』 6巻、名著出版、東京、1976年3月30日。
  - p112（号内p12）:一人目「ちよい」。二人目「一っちょんちょーんちょーろくちょん、三角じょーけ、四角の五、茶碗茶ぶすの引木の柄次」
  - p160（号内p60）: 当該号の編集者は岡村千秋。
57. ↑  “Children's books; 50 Years of Children's Books” (英語). ニューヨーク・タイムズ. (1997-11-16).  オリジナルの2019-04-18時点におけるアーカイブ。 2022年6月18日閲覧。.
58. 1 2  “（書籍広告）Tikki Tikki Tembo”.  Macmillan Publishers. 2022年6月29日時点のオリジナルよりアーカイブ。2022年6月29日閲覧。
59. ↑  “Jerome Davis Greene” (英語). Harvard college class of 1896 – Twenty-fifth anniversary report. Harvard college class of 1896. (1921). pp. 225-228. hdl:2027/hvd.32044107299943
  - p225: Jerome Davis GreeneとMay Tevisは1900年4月に結婚。"Teki-teki-no"雑誌掲載号と同月である。
60. ↑  高光, 佳絵「1934(昭和9)年の近衛訪米をめぐる日米民間団体の協力-「太平洋問題調査会(IPR)」を中心に」『千葉大学人文社会科学研究』第29号、千葉大学大学院人文社会科学研究科、2014年9月30日、6頁、ISSN 1883-4744、NAID 120007054610、NCID AA12170670。
61. ↑  鈴木, 明美「杉本鉞子 : 「武士の娘」の経験のストーリー」『日本オーラル・ヒストリー研究』第2巻、2006年、144-145頁、doi:10.24530/jjoha.2.0_154、ISSN 2433-3026。
62. ↑  “Bluebird B-636 (10-in. double-faced). Long-Name-No-Can-Say (Album BC-50)”. Discography of American Historical Recordings. 2022年7月8日時点のオリジナルよりアーカイブ。2022年7月8日閲覧。 “Primary Performers:Paul Wing (speaker); Other Information:Release Date: 10/17/1941”
63. ↑  Tunc, Tanfer Emin, ed (2010) (英語). Positioning the New: Chinese American Literature and the Changing Image of the American Literary Canon. Cambridge Scholars Publishing. pp. 181. ISBN 9781443825474 (URLはGoogle Books)
64. ↑  “（商品紹介）ザ・ブラザーズ・フォア”. ORICON NEWS.  オリコン. 2022年7月1日閲覧。（2015年発売の復刻版）
65. ↑  Waltz, Robert B.. “Sama Kama Wacky Brown” (英語). The Traditional Ballad Index（カリフォルニア州立大学フレズノ校サイト内）. 2022年6月29日時点のオリジナルよりアーカイブ。2022年6月30日閲覧。 (California State University, Fresno Folklore Home Page, The Traditional Ballad Index)
66. ↑  Santi, Steve (2000). “Little Golden Records” (英語). Collecting Little golden books (4 ed.). Iola, WI: Krause Publications. pp. 225, 278. ISBN 0873418727(要登録)
  - p278: record number 555
  - p225: date range: #550-#600 in 1959
67. ↑  “Puppeteer Shari Lewis Dies”. CBS News (1998年8月3日). 2021年5月9日時点のオリジナルよりアーカイブ。2022年7月8日閲覧。
68. ↑  Chen, Minjie (Spring 2009). “Seeking Accurate Cultural Representation: Mahjong, World War II, and Ethnic Chinese in Multicultural Youth Literature”. Multicultural Education 16 (3):  2. ISSN 1068-3844 2022年6月28日閲覧。.
69. ↑  KARA, Çiğdem (2011). “Tiki Tiki Tempo: The Journey of the Child with a Long Name In Turkey” (英語). Turkish Studies 6 (1):  1354. doi:10.7827/TurkishStudies.1822. ISSN 1308-2140.
70. 1 2 3  Milstein, Phil (2003). “The Gamma Goochee Himself!” (英語). Roctober (Chicago, Illinois) (36):  20-27.
71. ↑  Gamma Goochee Himself (1965). (You Got) The Gamma Goochee (EP record). Colpx Records. CP 786。
72. ↑  “The Kingsmen Discography”. 2019年11月9日閲覧。
73. ↑  “Cash Box Top 100 singles – Week ending December11, 1965” (英語). キャッシュボックス. 2021年9月4日時点のオリジナルよりアーカイブ。2022年6月29日閲覧。 “98 (You Got) THE GAMMA GOOCHEE Kingsmen – Wand 1107”
74. ↑  “Releases / Ordinary Average Guy” (英語). Joe Walsh. 2021年5月8日時点のオリジナルよりアーカイブ。2022年6月29日閲覧。